# Sebastian Faulks
Sebastian Faulks (ur. 20 kwietnia 1953) – brytyjski pisarz i dziennikarz współpracujący z najważniejszymi brytyjskimi tytułami prasowymi, współtworzący programy telewizyjne i radiowe tematyce historycznej i literackiej, komentator budzący zarówno zachwyt jak i kontrowersje (np. wypowiedziami na temat Koranu i Starego Testamentu). Mieszka i pracuje w Anglii.

## Życiorys
Urodził się w miasteczku Donnington niedaleko Newbury w Hrabstwie Berkshire jako najmłodszy syn Petera Faulksa (1917–1998) i Pameli (Lawless) (1923–2003). Dorastał w Newbury.
Jego ojciec, zasłużony żołnierz, pracował w miejscowej firmie prawniczej Pitman and Bazett kontynuując „rodzinną tradycję”, której sprzeniewierzył się dopiero Sebastian Faulks. Głównie za sprawą zainteresowań matki, od wczesnych lat młodzieńczych otoczony był zarówno literaturą jak i muzyką. Matka nauczyła go też sztuki czytania gdy był jeszcze chłopcem. Ambicje i plany ojca by syn był dyplomatą szybko wyparte zostały przez plany młodego Faulksa. Jak sam mówi – pierwszym dziecięcym marzeniem była praca taksówkarza. Jednak za sprawą George’a Orwella zmienia plany i postanawia zostać pisarzem, stając się tym samym pierwszym w rodzinie mężczyzną nie związanym z karierą prawniczą.
Wykształcenie zdobywa w Wellington Collage i Uniwersytecie w Cambrige. Wyjeżdża do Paryża gdzie uczy się języka francuskiego.
Pracę zawodową rozpoczyna od posady nauczyciela, nie pozostając jednak zbyt długo na tym stanowisku. Swoją drogę zawodową kieruje w stronę dziennikarstwa,. Współpracuje m.in. z takimi tytułami prasowymi jak Daily Telegraph, Sunday Telegraph, The Independent, The Guardian, The Evening Standard. Pojawia się również w telewizji (Churchill’s Secret Army w Channel 4) i radiu (BBC Radio 1 gdzie kieruje programem The Write Stuff).
Od 1990 żonaty (z Catherine Turner), ma trójkę dzieci. Cały czas pracuje zawodowo.
Zdobył międzynarodową popularność gdy spadkobiercy Iana Fleminga powierzyli mu napisanie oficjalnej kolejnej książki z cyklu o Jamesie Bondzie. Powieść pod tytułem Devil May Care ukazała się w 2008 roku i zaraz została przetłumaczona na język polski (Piekło poczeka).

## Twórczość
- A Trick of the Light (1984)

Pierwsza powieść autorstwa Faulksa. Usytuowana w czasie, w którym była pisana. Opowiada historię młodego Francuza George’a Grillet’a, którego losy mocno komplikują się po przeprowadzce do Londynu. Była bardzo dobrze przyjęta przez czytelników, sam autor jednak podkreśla, że z perspektywy czasu, widzi on tę książkę już nieco inaczej – „są tam może i udane momenty” – jak sam mówi. Nie odmawia jednak powieści tego co pozytywnie ocenione zostało także przez krytyków – dynamiki akcji i sposobu opisania Londyńskiej scenerii.
- The Girl at the Lion d’Or (1989)
- A Fool’s Alphabet (1992)
- Birdsong (1993)
- The Fatal Englishman (1996)
- Charlotte Gray (1997)
- The Vintage Book Of War Stories (2005)
- On Green Dolphin Street (2001)
- Human Traces (2005)
- Pistache (2006)
- Engleby (2007)
- Devil May Care (Piekło poczeka)(2008)

Kolejna z serii, powieść o przygodach Jamesa Bonda, napisana w hołdzie dla Iana Fleminga, w setną rocznicę urodzin twórcy agenta 007. Moja powieść ma stać ramię w ramię z książkami Fleminga, w których akcja jest wszystkim – mówi Faulks, który zgłębił wszystkie tajniki oryginałów, by w najlepszym, dawnym stylu wskrzesić słynnego bohatera.
- A Week In December (2009)

## Wyróżnienia literackie
- 1995 nagroda British Book Awards – autor roku
- 1998 nagroda James Tait Black Memorial Prize przyznana za Charlotte Gray
- 2009 nagroda British Book Awards przyznana za Devil May Care